# Mazan-l'Abbaye

Mazan-l'Abbaye este o comună în departamentul Ardèche din sud-estul Franței. În 1 ianuarie 2022 avea o populație de 124 de locuitori.